# Igeltjärnen (Lidens socken, Medelpad)
Igeltjärnen är en sjö i Sundsvalls kommun i Medelpad och ingår i Indalsälvens huvudavrinningsområde.